# 金斯芒廷 (加利福尼亞州)
金斯芒廷（英語：Kings Mountain）是位於美國加利福尼亞州聖馬刁縣的一個非建制地區。該地的面積和人口皆未知。

## 地理
金斯芒廷的座標為37°25′14″N 122°19′24″W / 37.42056°N 122.32333°W，而該地的平均海拔高度為737米（即2417英尺）。